# Protonebula
Protonebula là một chi bướm đêm thuộc họ Geometridae.